# 本田雅和
本田 雅和（ほんだ まさかず、1955年 - ）は、朝日新聞の元記者。現在は週刊金曜日編集部（パートタイム）。

## 経歴
京都府京都市南区東九条に生まれ育つ。
横浜国立大学経済学部を卒業後、1979年同社入社。『週刊朝日』編集部などを経て、社会部に長らく所属。
2006年、NHK番組改変問題の責任を取る形で社会部からアスパラクラブ運営センターへ異動（左遷）。
2007年北海道報道センター夕張臨時支局へ異動。
2010年9月に夕張を去り、同年10月から札幌で勤務。
2012年4月から福島市の福島総局に勤務。のち南相馬支局長。
定年後も契約記者として勤務。2017年より岩手県釜石市に勤務。
2020年、定年をもって朝日新聞社を退社し、週刊金曜日編集部（パートタイム）に。

### 筒井康隆と差別問題
1993年7月に筒井康隆の小説『無人警察』が日本てんかん協会から差別だとして抗議を受けたときは、本田は「作家は特権階級か、前衛か」と筒井康隆批判の急先鋒に立った。
当時、本田は「僕はね、差別いうのは経済構造やと思ってるんです」「筒井は金もうけしたいやつなんです」「それを例えば部落解放同盟でもじゃまする団体やし、てんかん協会もじゃまする団体なんですよね」「自分の本を売りたい、ただ商売なんです」と語ったという。また始めて訪れた筒井の自宅で「差別語を使うのは作家の特権ですかあ」と怒鳴りつけた。

### マルコポーロ事件
1995年1月、『マルコポーロ』が、ホロコーストでのガス室処刑を否定する記事を掲載してアメリカ合衆国のユダヤ人団体や人権団体から抗議を受けた時（マルコポーロ事件）、この件について取材を開始。
『マルコポーロ』が廃刊された後にもこの問題を繰り返し大きく取り上げ、記事の寄稿者で、ガス室の存在に否定的な立場を取る西岡昌紀を批判した。
2000年12月、反差別国際運動日本委員会（IMADR-JC）主催の人種差別撤廃条約シンポジウムに、福島瑞穂らと一緒にパネリストとして参加。

### 日本共産党との関係
本田は2002年、反核運動をめぐる日本共産党陣営（原水協）と社民党陣営（原水禁）の分裂について、その原因を日本共産党の側に求める報道をおこない、日本共産党から「いやしくも新聞記者として取材し、記事を書こうとするなら、色眼鏡でなく、公平な目でみることが、最低限の責任です」と批判された。

### 小林よしのりとの関係
小林よしのりの皇太子徳仁親王の成婚を取り上げた漫画が自主規制で不採用にされたことについて「会見を開いてキチンと説明すべき」と本田は批判した。
ただし、この時の本田の非難はまた一方的な誤解に基づくものであり、最終的に本田は非を認め「申し分けありませんでした。よく勉強してから人を非難するようにします」と小林に謝罪した。

### NHK番組改変報道問題
2005年1月には、慰安婦問題など日本軍と天皇の戦争責任を問う女性国際戦犯法廷をめぐるNHKの特集番組について「自民党の安倍晋三・中川昭一両議員による政治介入があり、圧力を受けたNHK側は放送直前に番組内容を大幅に改変した」と主張、朝日新聞紙上で両議員を批判した。これに対し、両議員やNHK幹部は「圧力は存在しなかった」「記事は捏造だ」などと報道を否定した。
NHKはこの一件を「朝日新聞虚偽報道問題」と呼称したが、この表現に朝日新聞社が抗議し、NHKはその後「虚偽報道」との表現は取り下げた。
テレビに出演した中川は「手元にNHK職員との面会した議員録が残っており、朝日新聞社に安倍を交えた公開討論を請求し、裁判も辞さない」と発言したが、本田はその後音信不通となった。本田はまた、NHK元放送総局長の松尾武に電話で「どこかでひそかに会いたい」「証言内容について腹を割って調整しませんか」「すり合わせができるでしょうから」と持ちかけたが録音されていて、本田の肉声と話した内容がそのままテレビのニュース報道で放送され、口裏合わせを図ったとも報じられた。
この後、ジャーナリストの魚住昭が朝日新聞の内部資料である安倍らへの取材の録音記録を入手したと主張。この中で本田らの記事は関係者の証言にもとづいた正確なもので安倍らが嘘をついているとして本田らを擁護したが 、朝日新聞社は逆に内部資料を流失させたとして社会部長らを更迭した。

### 異動
結局、この件で完全に失脚し2006年4月1日付で、朝日新聞の会員制読者サービス部門「アスパラクラブ」の運営センター員に異動した。本田が「主に社会部畑を歩み、アフガニスタンやイラクの戦場を取材した経験も持つ」 記者であるだけに、この人事は「外から見ると、読者サービス部門とはなにやら場違いに映る」 と評されたが、この間の内部事情について本田の元同僚は「もともと、上層部や他部から異動させろという圧力は強く、ついに社会部が抗しきれなくなった。一つの部に長い『ロートル』は他部署に出すという社の方針に絡めて巧妙に追い出された形と聞きます」と述べた。この異動の件に関して毎日新聞社の電話取材を受けた本田は「くだらないことを聞くなよ。ジャーナリストなら、もうちょっとまともなことを取材したらどう?」と電話を切った。

### 人権擁護法案成立に向けての動向
「アスパラクラブ」への異動が決定した後、2006年3月24日には部落解放同盟中央本部主宰の「人権マスコミ懇話会」に会員の一人として出席。部落解放同盟書記次長谷元昭信の呼びかけに応じ、朝日新聞社専務坂東愛彦ともども人権擁護法案の成立に向けて協力しているとされる。

### 北海道への転属後

#### 夕張記者クラブ
左遷後も本社に居座り続ける本田の追放を画策した東京本社編集局長の外岡秀俊から、外岡の地元である北海道に異動すれば記者職に復帰できると唆され、2007年4月に北海道報道センターに転属となり、記者として復活。以降、定年まで本社に戻ることなく、夕張、札幌、福島、釜石と地方を転々とすることになる。異動直後は夕張支局で勤務していたが、『北海道新聞』が財政再建に向けた夕張市の取り組みをスクープすると、その都度市役所の担当部署に怒鳴り込み、記者同士の飲み会でも「あの記事は何だ」と他の記者に文句をつけてエキセントリックになることがしばしばあると報じられた。また、夕張市長の記者会見では質問者としての立場を超え延々と自説を開陳し、他の記者の質問時間を奪うなどの行動が災いして夕張の記者クラブを分裂させるに至ったともいう。これに関して夕張市総務課は「配慮が足りない」「田舎で記者クラブや新聞協会を持ち出し、モノを言っても通用しません」「早くローカルな人間になれ」と評している。

#### 村上智彦医師への糾弾
夕張では、2009年、首吊りを図って心肺停止状態となった男子中学生が夕張市立診療所に救急搬送されたところ、理事長の村上智彦医師に受け入れを拒まれ、死亡に至った事件が発生。このとき本田は夕張市立診療所を糾弾する記事を書いた後、2009年10月04日、『村上医師は自らの「判断ミス」を認め、「ご遺族と市民の皆さんに申し訳ない」と謝罪、「こういうことは２度と起こさない」と述べた』という記事を書いた。
これに対して、村上医師は「夕張の朝日新聞の記者が「そう言わないとお前は出ていくことになるぞ！」等と何度も電話をかけてきて無理やり記事にした」、「私自身は「若い方なのでヘリを呼んででも高度な医療ができる施設に搬送すべきだ」と判断して、後方病院への搬送を指示したのが実際のところ」「朝日新聞の記者は「自作自演」のような記事を書き、医療機関を非難してセンセーショナルに記事を書くことを自慢して歩いています」 と反論している。

#### 福島原発事故
本田の著書『原発に抗う「プロメテウスの罠」で問うたこと』において、福島県民を「辺境の民」と表現している箇所がある。このことについて、渡辺康平須賀川市議員は、「私たち福島県民にとって「辺境」という言葉は決して納得できない差別的な表現」と非難している。
定年後も契約社員として残り、釜石支局に異動したが、65歳の定年をもって退職。直後に週刊金曜日編集部（パートタイム）に。

## 人物
朝日新聞社に勤めていた本多勝一と松井やよりを師と仰ぐ。朝日新聞社に入ったのも、両人に憧れていたためと語る。
1992年から1993年にかけてジョージタウン大学公共政策大学院に研究員として留学。
かつて「差別者」だったことを自ら告白し、「被差別者」との連帯を標榜。部落解放同盟や朝鮮総連などと太いパイプを持って取材活動を行った。また、「差別の原因は、経済・社会構造そのもの。差別意識は単なる偏見や心の問題ではない」として＜差別＝金儲け説＞を唱えた。
小林よしのりは「本田記者の印象は、とにかく思い込みが激しい人。エキセントリックで、常に断定口調です。相手を"悪"と決め付けたら、徹底的に自分の主張を押し付ける。ワシと会ったときも"差別は経済構造だ"と主張し、作家が金儲けのために本（『ゴーマニズム宣言』）を出すことを否定していた。初めから結論ありきで、取材するタイプです。別の角度から検証するという、記者として当たり前のことをしないんですよ」と発言している。
小林は「この男には流行作家に対するしっと心や幼稚な反発心がある」と分析し、著名な言論人に次々と喧嘩を売る本田の姿勢に個人的な劣等感の影を見た。
本田について1996年に筒井康隆は「これまで部落解放同盟の代弁者のかたちで自主規制を推進させてきたんだけど、解放同盟の方針変更が理解できず、あいかわらず傲慢に『正義の味方』やってるわけですよ。どんな作品書いたのか誰も知らないような塩見鮮一郎なんて作家ひっぱり出してきてコメントさせてるけど、この人がまた（日本てんかん協会との間の）往復書簡ろくに読まないでコメントしてる。解放同盟やてんかん協会が『よし』としてることにまで反対して、自社の自主規制を正当化しようとして、被差別団体以上の激しさでぼくを糾弾してくる。こいつらニセ同和か（笑）。こんな者、野ばなしにしておいて本当に大丈夫なのかね、朝日は（笑）」 と批判している。また朝日新聞は該当号の広告の掲載を拒否した。
2006年の朝日新聞社内では「記者というより運動家」という声がある。
失脚後は地方を転々とし、社内では誰からも相手にされなかったが、唯一、同い年で同じく社内で失脚した菅沼栄一郎のみが本田に同情を寄せ、本田の定年直前に自身が行った中村喜四郎へのインタビューの際に、カメラマンとして同席させた。

### 「朝日の三ホンダ」
南京事件報道したことなどで有名な本多勝一、1989年の朝日新聞珊瑚記事捏造事件を起こした本田嘉郎カメラマンと本田雅和をあわせて「朝日の三ホンダ」と呼ばれている。

## 著書
- 『巨大都市（メガロポリス）ゴミと闘う』朝日新聞社、1990年 ISBN 4022562161
- 『環境レイシズム─アメリカ「がん回廊」を行く』（風砂子デアンジェリスとの共著）解放出版社、2000年 ISBN 4759263233

## 関連書籍
- 筒井康隆『断筆宣言への軌跡』光文社、1993年 ISBN 4334052096
- 小林よしのり『ゴーマニズム宣言6』幻冬舎、1999年 ISBN 4877287981
- 渡部昇一、屋山太郎、八木秀次『日本を蝕む人々 平成の国賊を名指しで糺す』PHP研究所、2005年 ISBN 4569641342
- 西村幸祐『反日の正体』文芸社、文芸社文庫、2012年8月
  - (2006年に『反日の超克』としてPHP研究所から刊行された単行本の増補版)